# Fuveau
Fuveau (Fuvèu en occitan provençal) est une commune française située dans le département des Bouches-du-Rhône, en région Provence-Alpes-Côte d'Azur.
Ses habitants sont appelés les Fuvelains.

## Géographie

### Localisation
Fuveau est située dans le Sud-Est de la France, dans le département des Bouches-du-Rhône. Elle se situe entre Aix-en-Provence et Marseille avec en toile de fond la montagne Sainte-Victoire.
Fuveau compte deux hameaux excentrés sur son territoire, la Barque au nord et Brogilum au sud.

### La Barque
Le chemin le plus rapide pour aller de Fuveau à Aix était autrefois la voie fluviale. On empruntait une barque qui flottait sur le fleuve l'Arc. Ce hameau a aujourd'hui une population conséquente de 1 000 habitants. Ce toponyme  a donné son nom à la barrière de péage de l'autoroute A8 qui connaît des engorgements lors des migrations estivales.

### Brogilum
Le hameau de Brogilum n'a de latin que son nom. C'est initialement un hameau de forestage qui fut créé en 1962 pour accueillir des familles harkis. Il compte aujourd'hui 230 habitants.
| Meyreuil | Châteauneuf-le-Rouge | Rousset   |
| Gardanne | Fuveau               | Peynier   |
| Mimet    | Gréasque             | Belcodène |

### Voies de communications et transports

#### Voies routières
L'autoroute A52 empiète largement sur le territoire communal, mais n'offre aucun accès direct. L'axe principal de circulation est l'ancienne nationale 96 renumérotée RD 96.

#### Transports en commun
- Transport en Provence-Alpes-Côte d'Azur

La commune bénéficie des réseaux de transports en commun de la Métropole d'Aix-Marseille-Provence.

### Géologie et relief
La ville est située sur un coteau adossé au massif de l'Étoile. Quelques ruisseaux le traversent, dont le Grand Vallat, pour rejoindre l'Arc qui borde la commune au nord.
Les mines de charbon du Fuveau.
Un Dossier d'information communal sur les risques majeurs (DICRIM) a été élaboré.

### Sismicité
La commune est située en Zone de sismicité Faible.

### Hydrographie et eaux souterraines
- Le fleuve l'Arc,
- Cours d'eau sur la commune ou à son aval[9] :
  - ruisseau de favary,
  - vallats de la foux des rouves, le grand, des louvas, de la grande bastide, de bramefan, de la marine.

### Climat
Pour des articles plus généraux, voir Climat de Provence-Alpes-Côte d'Azur et Climat des Bouches-du-Rhône.
En 2010, le climat de la commune est de type climat méditerranéen franc, selon une étude du Centre national de la recherche scientifique s'appuyant sur une série de données couvrant la période 1971-2000. En 2020, Météo-France publie une typologie des climats de la France métropolitaine dans laquelle la commune est exposée à un climat méditerranéen et est dans la région climatique  Provence, Languedoc-Roussillon, caractérisée par une pluviométrie faible en été, un très bon ensoleillement (2 600 h/an), un été chaud (21,5 °C), un air très sec en été, sec en toutes saisons, des vents forts (fréquence de 40 à 50 % de vents > 5 m/s) et peu de brouillards. 
Pour la période 1971-2000, la température annuelle moyenne est de 13,7 °C, avec une amplitude thermique annuelle de 16 °C. Le cumul annuel moyen de précipitations est de 642 mm, avec 5,6 jours de précipitations en janvier et 2 jours en juillet. Pour la période 1991-2020, la température moyenne annuelle observée sur la station météorologique de Météo-France la plus proche, « Mimet », sur la commune de Mimet à 6 km à vol d'oiseau, est de 13,3 °C et le cumul annuel moyen de précipitations est de 725,2 mm. 
La température maximale relevée sur cette station est de 39,1 °C, atteinte le 28 juin 2019 ; la température minimale est de −13,4 °C, atteinte le 7 février 2012,,. 
| Mois                                  | jan.          | fév.            | mars          | avril         | mai           | juin          | jui.          | août          | sep.          | oct.          | nov.            | déc.          | année      |
| ------------------------------------- | ------------- | --------------- | ------------- | ------------- | ------------- | ------------- | ------------- | ------------- | ------------- | ------------- | --------------- | ------------- | ---------- |
| Température minimale moyenne (°C)     | 1,6           | 1,3             | 3,8           | 6,3           | 9,8           | 13,3          | 15,7          | 15,8          | 12,5          | 9,7           | 5,3             | 2,5           | 8,1        |
| Température moyenne (°C)              | 5,7           | 6               | 9             | 11,6          | 15,6          | 19,5          | 22,3          | 22,2          | 18,1          | 14,2          | 9,3             | 6,4           | 13,3       |
| Température maximale moyenne (°C)     | 9,7           | 10,7            | 14,1          | 17            | 21,3          | 25,8          | 28,8          | 28,7          | 23,7          | 18,7          | 13,3            | 10,2          | 18,5       |
| Record de froid (°C) date du record   | −9,7 28.01.05 | −13,4 07.02.12  | −7,6 13.03.06 | −2,7 03.04.22 | −1,5 02.05.12 | 2,9 01.06.06  | 6,8 17.07.00  | 7,2 31.08.10  | 2,6 26.09.02  | −2 25.10.03   | −7,1 23.11.1999 | −9,5 30.12.05 | −13,4 2012 |
| Record de chaleur (°C) date du record | 19,7 28.01.08 | 20,3 18.02.1998 | 23,8 24.03.01 | 26,9 27.04.12 | 32,8 23.05.09 | 39,1 28.06.19 | 37,3 31.07.17 | 37,8 23.08.23 | 33,5 04.09.23 | 28,9 08.10.23 | 21,7 01.11.22   | 20,3 30.12.21 | 39,1 2019  |
| Précipitations (mm)                   | 66,4          | 41,4            | 40,7          | 68,9          | 54,3          | 38            | 16,4          | 36,7          | 96,9          | 97,2          | 100,3           | 68            | 725,2      |

| Diagramme climatique                                  |             |             |           |             |            |              |              |              |             |              |           |
| J                                                     | F           | M           | A         | M           | J          | J            | A            | S            | O           | N            | D         |
| 9,71,666,4                                            | 10,71,341,4 | 14,13,840,7 | 176,368,9 | 21,39,854,3 | 25,813,338 | 28,815,716,4 | 28,715,836,7 | 23,712,596,9 | 18,79,797,2 | 13,35,3100,3 | 10,22,568 |
| Moyennes : • Temp. maxi et mini °C • Précipitation mm |             |             |           |             |            |              |              |              |             |              |           |

Les paramètres climatiques de la commune ont été estimés pour le milieu du siècle (2041-2070) selon différents scénarios d'émission de gaz à effet de serre à partir des nouvelles projections climatiques de référence DRIAS-2020. Ils sont consultables sur un site dédié publié par Météo-France en novembre 2022.

## Urbanisme

### Typologie
Au 1er janvier 2024, Fuveau est catégorisée ceinture urbaine, selon la nouvelle grille communale de densité à 7 niveaux définie par l'Insee en 2022.
Elle appartient à l'unité urbaine de Marseille-Aix-en-Provence, une agglomération inter-départementale dont elle est une commune de la banlieue,. Par ailleurs la commune fait partie de l'aire d'attraction de Marseille - Aix-en-Provence, dont elle est une commune de la couronne,. Cette aire, qui regroupe 115 communes, est catégorisée dans les aires de 700 000 habitants ou plus (hors Paris),.

### Occupation des sols
L'occupation des sols de la commune, telle qu'elle ressort de la base de données européenne d’occupation biophysique des sols Corine Land Cover (CLC), est marquée par l'importance des forêts et milieux semi-naturels (38 % en 2018), en diminution par rapport à 1990 (39,2 %). La répartition détaillée en 2018 est la suivante : 
zones agricoles hétérogènes (23,9 %), forêts (21,6 %), zones urbanisées (19,4 %), milieux à végétation arbustive et/ou herbacée (16,4 %), terres arables (13,8 %), espaces verts artificialisés, non agricoles (2,8 %), zones industrielles ou commerciales et réseaux de communication (2,1 %). L'évolution de l’occupation des sols de la commune et de ses infrastructures peut être observée sur les différentes représentations cartographiques du territoire : la carte de Cassini (XVIIIe siècle), la carte d'état-major (1820-1866) et les cartes ou photos aériennes de l'IGN pour la période actuelle (1950 à aujourd'hui).

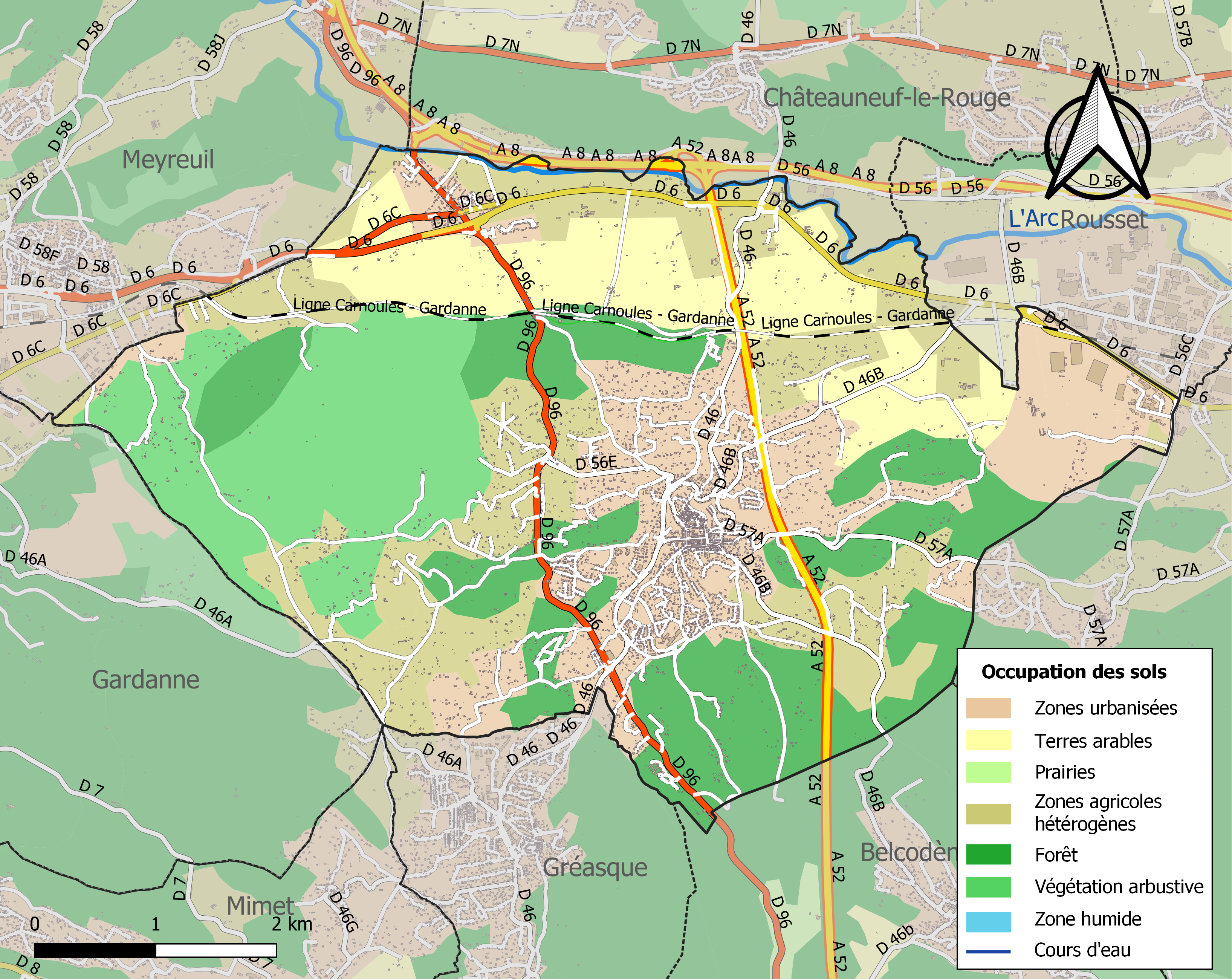
Carte des infrastructures et de l'occupation des sols de la commune en 2018 (CLC).

## Histoire
Fuveau tire ses origines de l'époque romaine, même si peu de traces demeurent. En 1080, son nom est pour la première fois cité dans une charte.
Hugues Roche, fils de feu Jean Roche, juge de Forcalquier (1362-63), fut coseigneur de Fuveau. Il prêta hommage le 28 juillet 1362.
Lors de la crise ouverte par la mort de la reine Jeanne Ire, la communauté de Fuveau adhère à l’Union d'Aix (1382-1387), soutenant Charles de Duras contre Louis Ier d'Anjou. Elle fait même partie des plus fidèles et maintient son soutien même après la reddition d’Aix.
Fief très morcelé ; parmi les coseigneurs, les familles de Vitalis et de Duranti. Le marquisat de Château-l'Arc fut érigé en 1687 en faveur des Boutassy.
Hormis la culture du sol, le village a puisé ses ressources dans l'industrie minière et l'extraction du charbon qui s'est développée durant la deuxième partie du XIXe siècle dans le bassin minier de Provence. En témoigne aujourd'hui le musée provençal des transports, implanté dans l'ancienne gare ferroviaire  du hameau de la Barque, à l'intersection des lignes historiques de Carnoules à Gardanne et d'Aubagne à la Barque.

## Jumelages
- Santa Teresa di Riva (Italie) depuis 2002, ville de Sicile.

## Politique et administration

### Liste des maires
| Période                                  | Période         | Identité                     | Étiquette | Qualité |
| ---------------------------------------- | --------------- | ---------------------------- | --------- | --- |
| Les données manquantes sont à compléter. |                 |                              |           | |
| janvier 1941                             | août 1944       | Félix Barthélémy             |           | Destitué à la Libération                                                                                         |
| août 1944                                | décembre 1970   | Alexandre Philip             |           | |
| mars 1971                                | mars 1977       | Max Guiguet                  |           | |
| mars 1977                                | 1991            | René Dutour                  | DVD       | |
| 1991                                     | mars 2001       | Jean-Pierre Andrieux         | PS        | |
| mars 2001                                | 5 décembre 2013 | Jean Bonfillon, (1946-2013)  | DVD       | Retraité de la banque Conseiller général de Trets (2002 → 2004) Vice-président de la CA du pays d'Aix (? → 2013) |
| 10 décembre 2013                         | 4 juillet 2020  | Hélène Lhen                  | DVD       | Retraitée de l'enseignement                                                                                      |
| 4 juillet 2020                           | En cours        | Béatrice Bonfillon-Chiavassa | DVC       | Cadre bancaire Conseillère départementale de Trets (2021 → )                                                     |

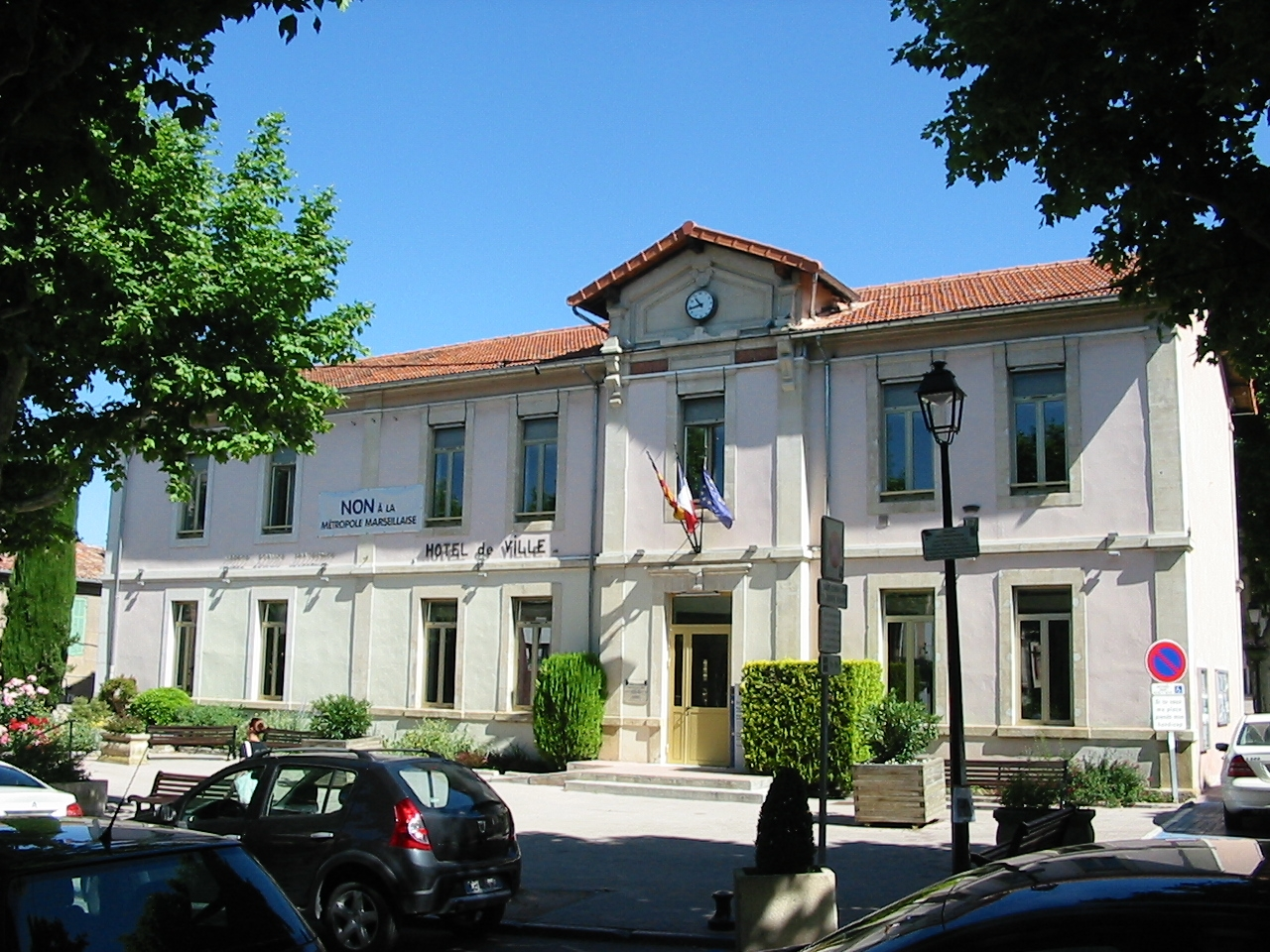
L'hôtel de ville de Fuveau.

Jean Bonfillon est réélu à la mairie de Fuveau le 29 mars 2009 avec 70,13 % des voix.
À la suite de son décès le 5 décembre 2013, Hélène Roubeaux Lhen est élue maire le 10 suivant, puis réélue en 2014.

### Budget et fiscalité 2016
En 2016, le budget de la commune était constitué ainsi :
- total des produits de fonctionnement : 11 758 000 €, soit 1 214 € par habitant ;
- total des charges de fonctionnement : 9 342 000 €, soit 964 € par habitant ;
- total des ressources d'investissement : 7 468 000 €, soit 771 € par habitant ;
- total des emplois d'investissement : 3 706 000 €, soit 383 € par habitant ;
- endettement : 5 945 000 €, soit 614 € par habitant.

Avec les taux de fiscalité suivants :
- taxe d'habitation : 19,50 % ;
- taxe foncière sur les propriétés bâties : 21,02 % ;
- taxe foncière sur les propriétés non bâties : 37,00 % ;
- taxe additionnelle à la taxe foncière sur les propriétés non bâties : 0,00 % ;
- cotisation foncière des entreprises : 0,00 %.

Chiffres clés Revenus et pauvreté des ménages en 2014 : médiane en 2014 du revenu disponible, par unité de consommation : 24 592 €.

## Économie

### Entreprises et commerces

#### Agriculture
- Coopérative vinicole[33].
- Miellerie[34].

#### Tourisme
- Hôtel Château l'Arc[35],[36],
- Musée provençal des transports, situé à La Barque dans l'ancienne gare La Barque - Fuveau, au croisement des lignes Carnoules - Gardanne et Aubagne - La Barque[37].

#### Commerces-artisanat
- Au Fil des Saisons
- Artisans d'art[38],
- Terroir[39].
- Coyote Market
- Bizu Patisserie
- La Fuvette
- Librairie Le Pic Vert
- Le Temps d'un présent
- La Cave de Fuveau
- L'atelier Canin
- Caribou Café
- Le Frelon d'or
- La Vin'Ô Thérapie - Cave à vin
- Pizza Caffé[40]
- Voïe[41]

### Politique de développement durable
La commune a engagé une politique de développement durable en lançant une démarche d'Agenda 21 en 2010.

## Population et société

### Démographie

#### Évolution démographique
L'évolution du nombre d'habitants est connue à travers les recensements de la population effectués dans la commune depuis 1793. Pour les communes de plus de 10 000 habitants les recensements ont lieu chaque année à la suite d'une enquête par sondage auprès d'un échantillon d'adresses représentant 8 % de leurs logements, contrairement aux autres communes qui ont un recensement réel tous les cinq ans,.

En 2022, la commune comptait 10 235 habitants, en évolution de +2,65 % par rapport à 2016 (Bouches-du-Rhône : +2,48 %, France hors Mayotte : +2,11 %).
| 1793  | 1800  | 1806  | 1821  | 1831  | 1836  | 1841  | 1846  | 1851  |
| ----- | ----- | ----- | ----- | ----- | ----- | ----- | ----- | ----- |
| 1 187 | 1 528 | 1 271 | 1 499 | 2 004 | 2 014 | 2 100 | 2 450 | 2 718 |

| 1856  | 1861  | 1866  | 1872  | 1876  | 1881  | 1886  | 1891  | 1896  |
| ----- | ----- | ----- | ----- | ----- | ----- | ----- | ----- | ----- |
| 2 706 | 2 883 | 2 856 | 2 754 | 3 069 | 2 684 | 2 593 | 2 482 | 2 190 |

| 1901  | 1906  | 1911  | 1921  | 1926  | 1931  | 1936  | 1946  | 1954  |
| ----- | ----- | ----- | ----- | ----- | ----- | ----- | ----- | ----- |
| 2 184 | 2 357 | 2 300 | 2 065 | 2 197 | 2 272 | 2 072 | 2 139 | 2 448 |

| 1962  | 1968  | 1975  | 1982  | 1990  | 1999  | 2005  | 2006  | 2011  |
| ----- | ----- | ----- | ----- | ----- | ----- | ----- | ----- | ----- |
| 2 528 | 3 028 | 3 348 | 4 029 | 6 410 | 7 507 | 8 558 | 8 653 | 9 350 |

| 2016  | 2021   | 2022   | - | - | - | - | - | - |
| ----- | ------ | ------ | - | - | - | - | - | - |
| 9 971 | 10 115 | 10 235 | - | - | - | - | - | - |

### Enseignement
- Écoles maternelles et primaires[46].
- Collèges[47].
- Lycées à Gardanne et Aix-en-Provence.

### Santé
- Médecins généralistes et pédiatres[48].
- Établissements de santé à Arles, Aix-en-Provence, Aubagne, Marseille[49].

### Cultes
La paroisse de Fuveau est placée sous la protection de Saint Michel archange,.

## Lieux et monuments
- Le patrimoine sacré de la Paroisse de Fuveau : 
  - L’église primitive Saint-Michel, datant du XIe siècle[52]
  - La nouvelle église Saint-Michel[53] et son orgue[54]
  - La chapelle Saint-Michel, XIe siècle, XIVe siècle et XVIIe siècle, inscrite au titre des monuments historiques[55]
  - La chapelle Saint-Roch
  - La chapelle Saint-Jean-Baptiste dite Saint Jean de Mélissane
  - La chapelle Sainte-Marie

Patrimoine religieux de Fuveau
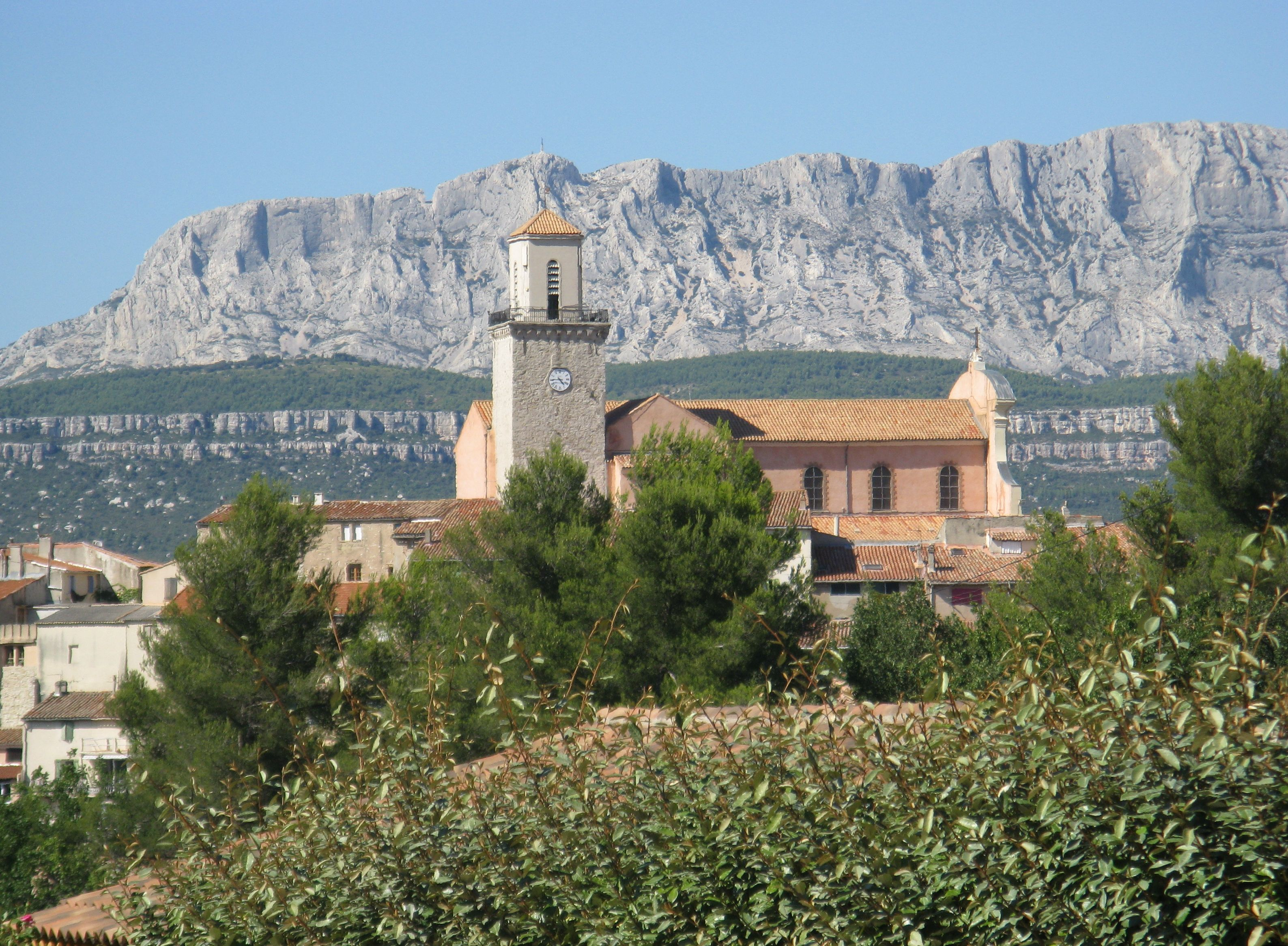
Le clocher aligné sur la Croix de Provence.
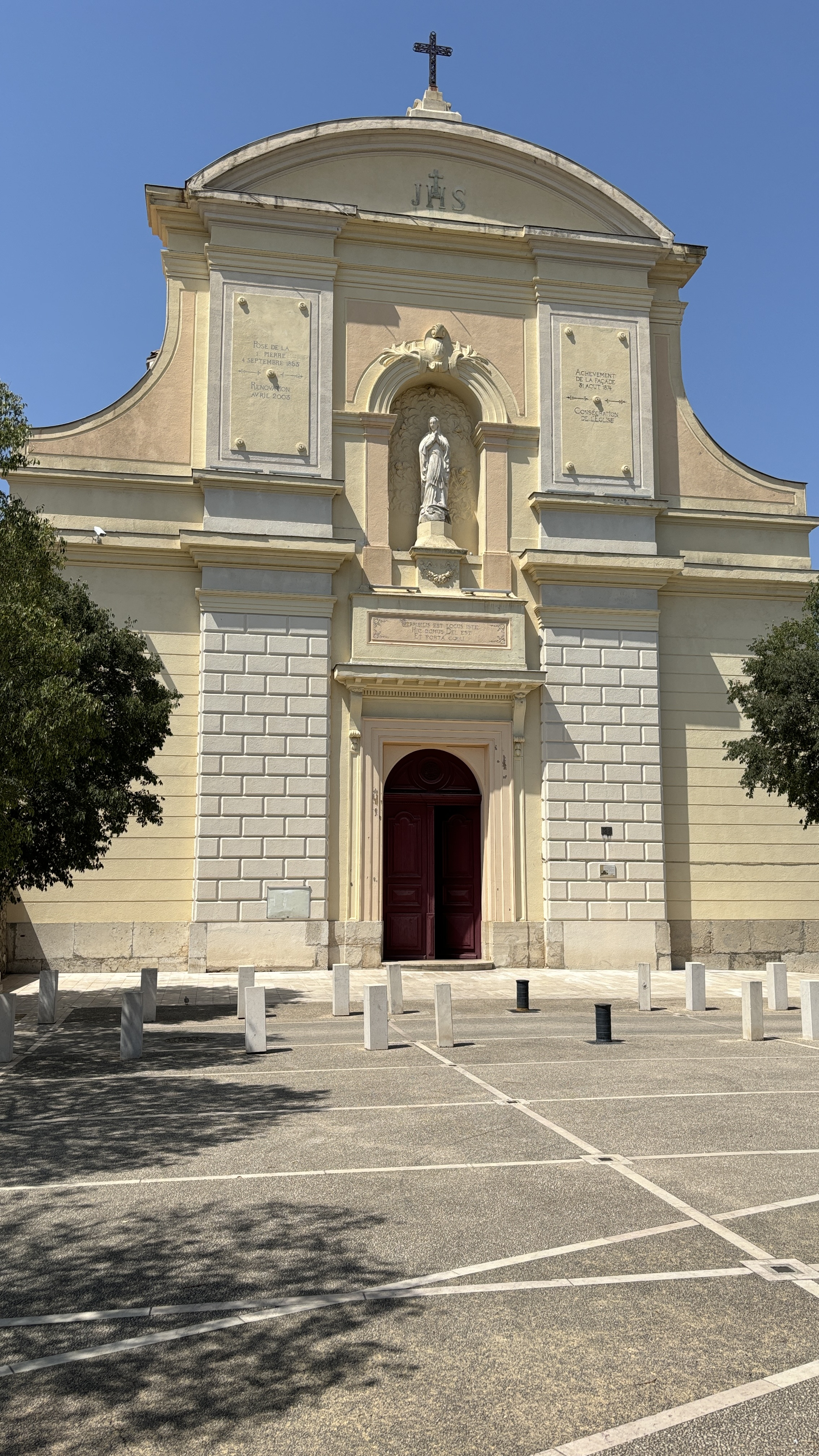
Église Saint-Michel.
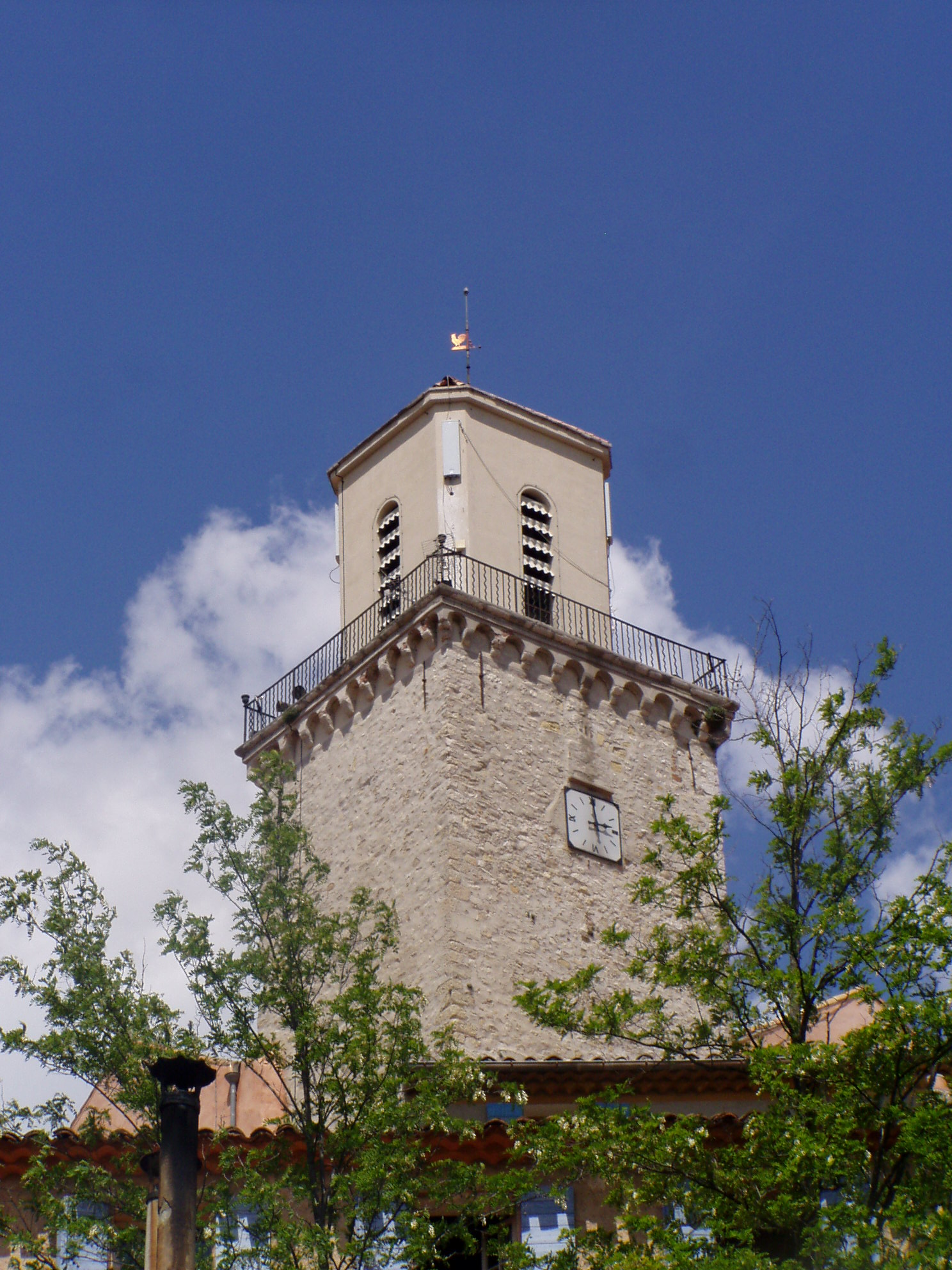
Clocher de l'église Saint-Michel.
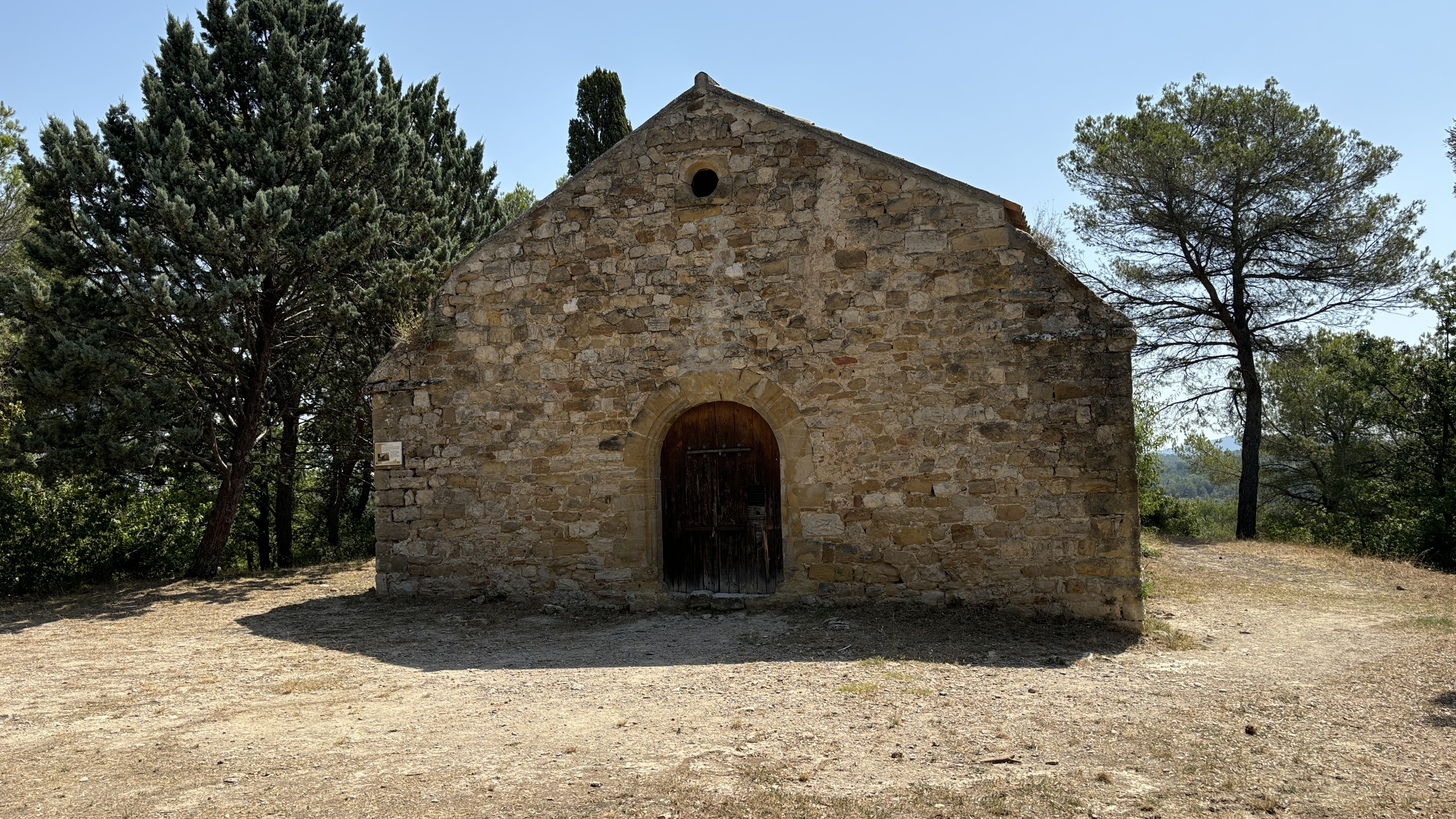
Chapelle Saint-Michel Inscrit MH (1982).
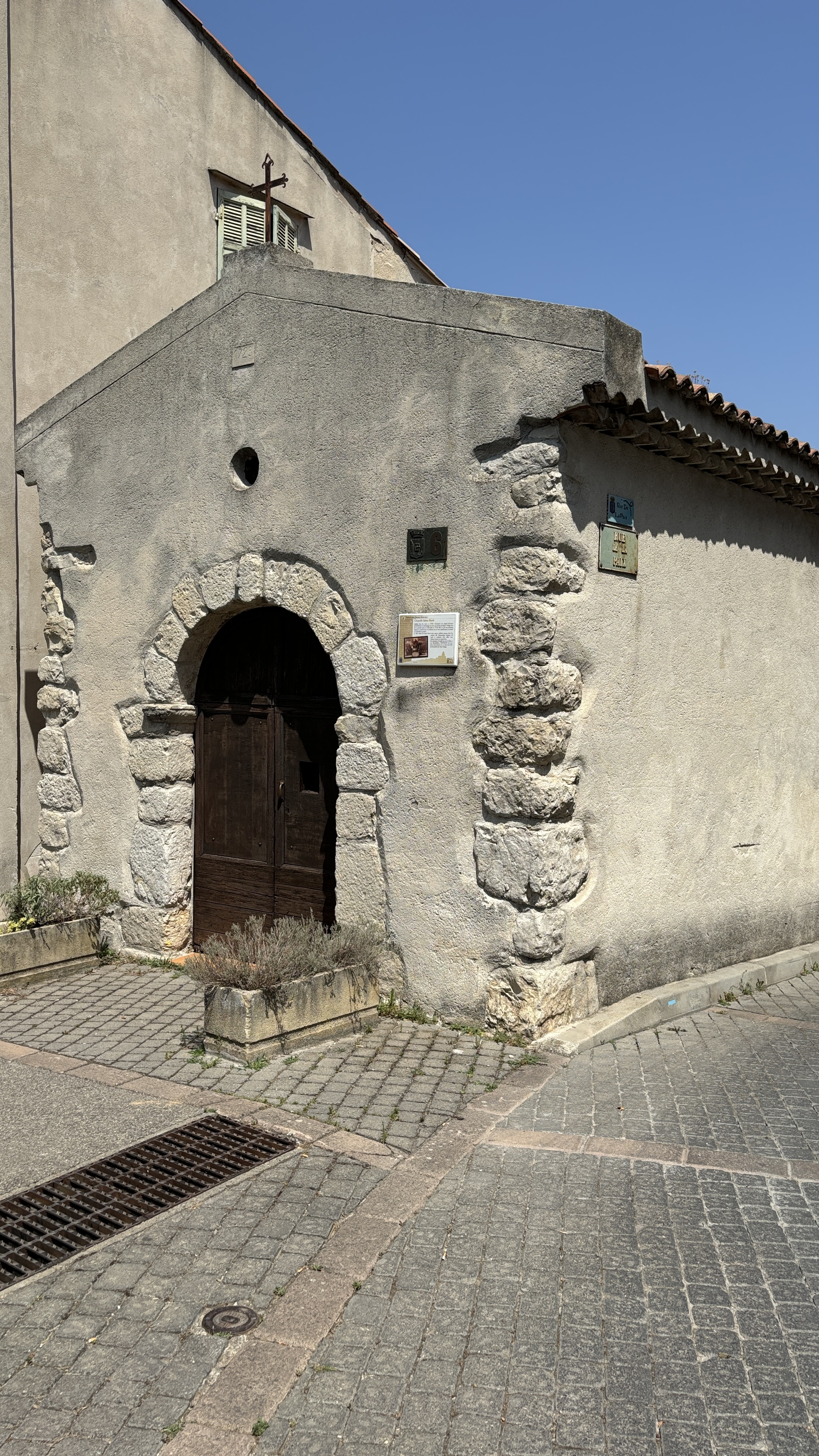
Chapelle Saint-Roch.

- Patrimoine civil :
  - La porte de Bassac[56]
  - Ancien lavoir près du quartier de la Rocaoudo[57]
  - Pigeonnier, ancien moulin à vent[58]
  - Le château l'Arc et son parc[59]
  - Stèle de l'aviateur canadien David Arthur Cary, tombé le 18 août 1944 en mission de protection des troupes lors du débarquement de Provence[60]
  - Monument aux morts[61],[62]

Patrimoine civil de Fuveau
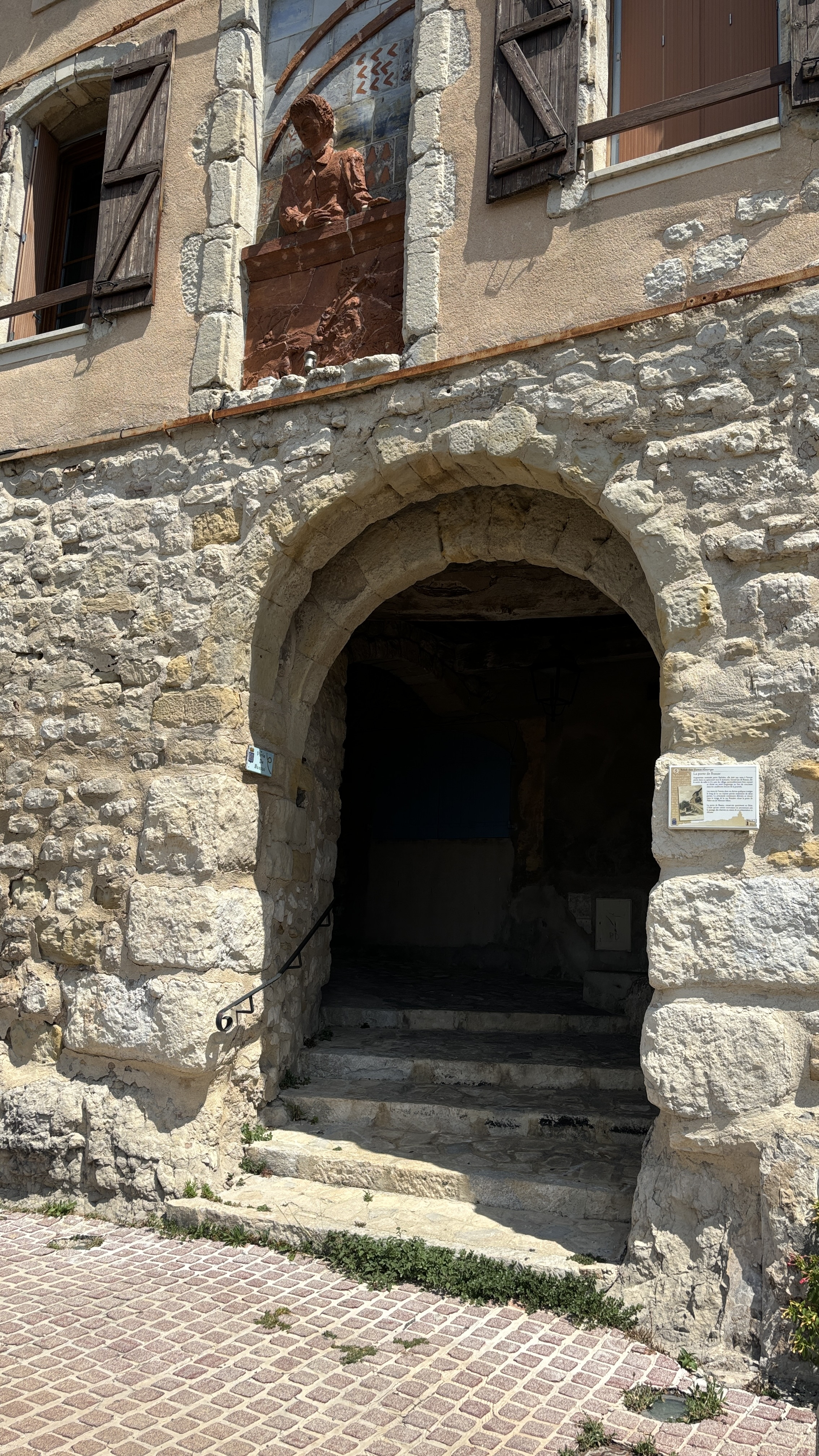
Porte de Bassac
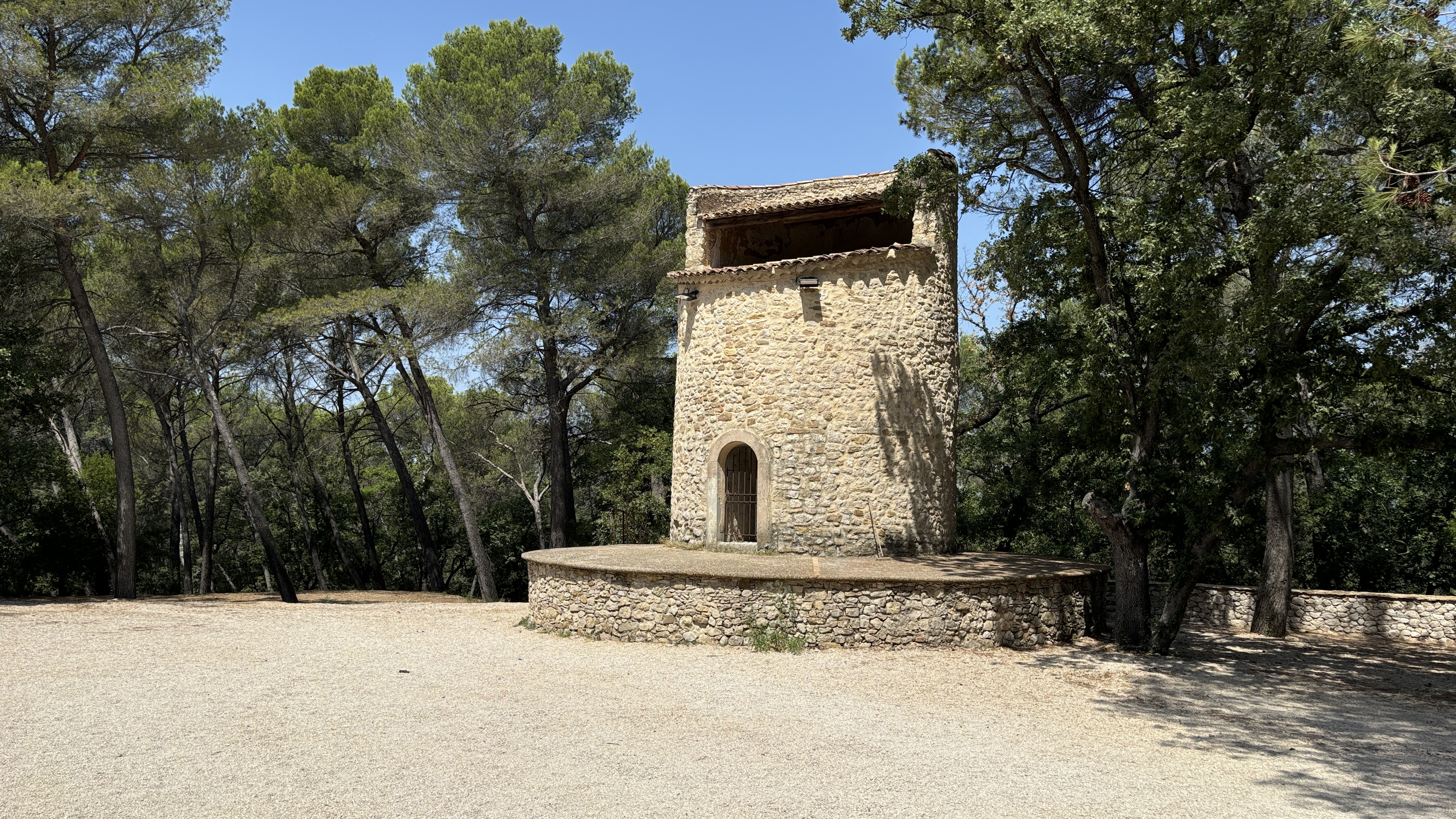
Pigeonnier, ancien moulin à vent.
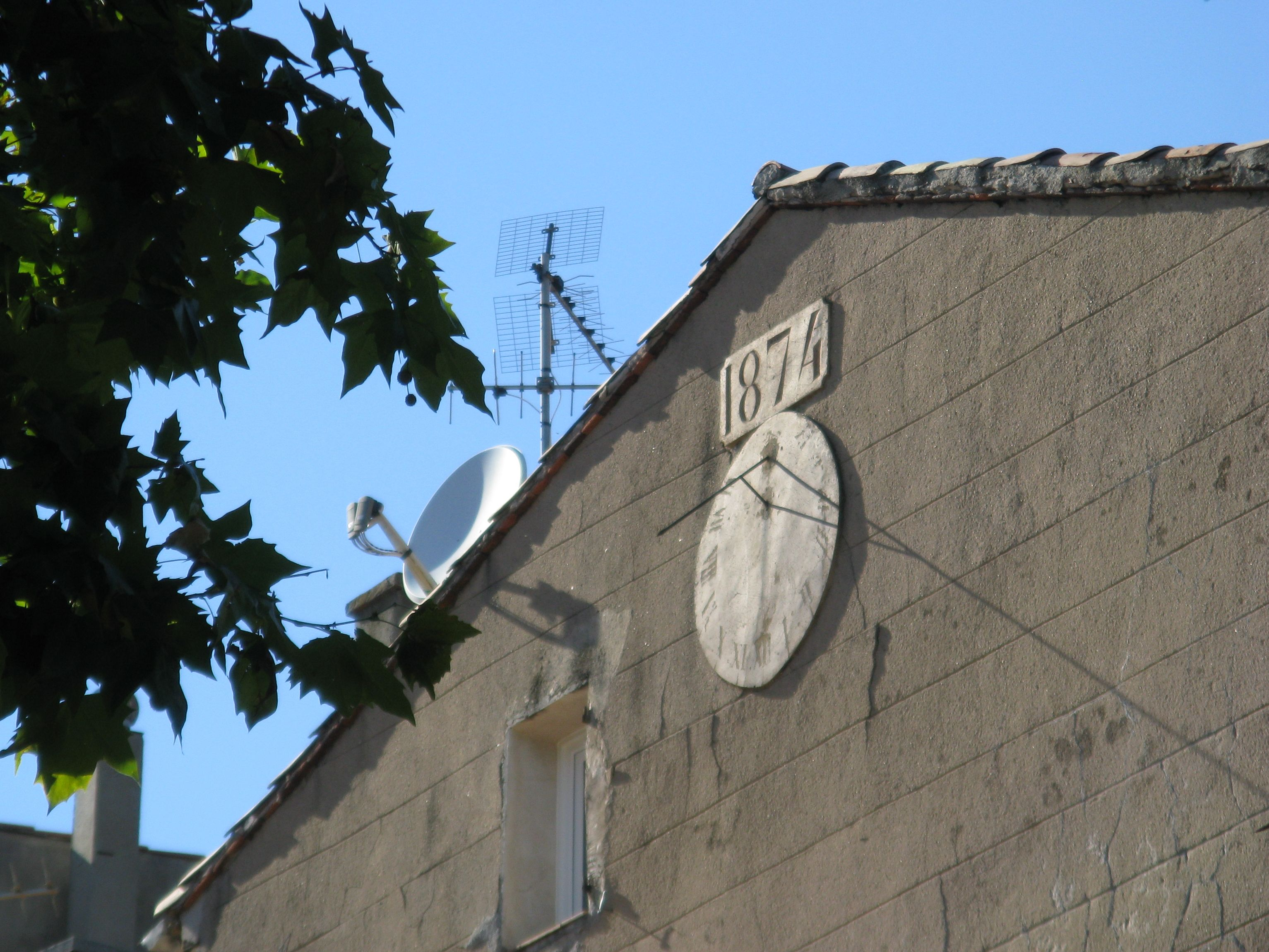
Cadran solaire de 1874.
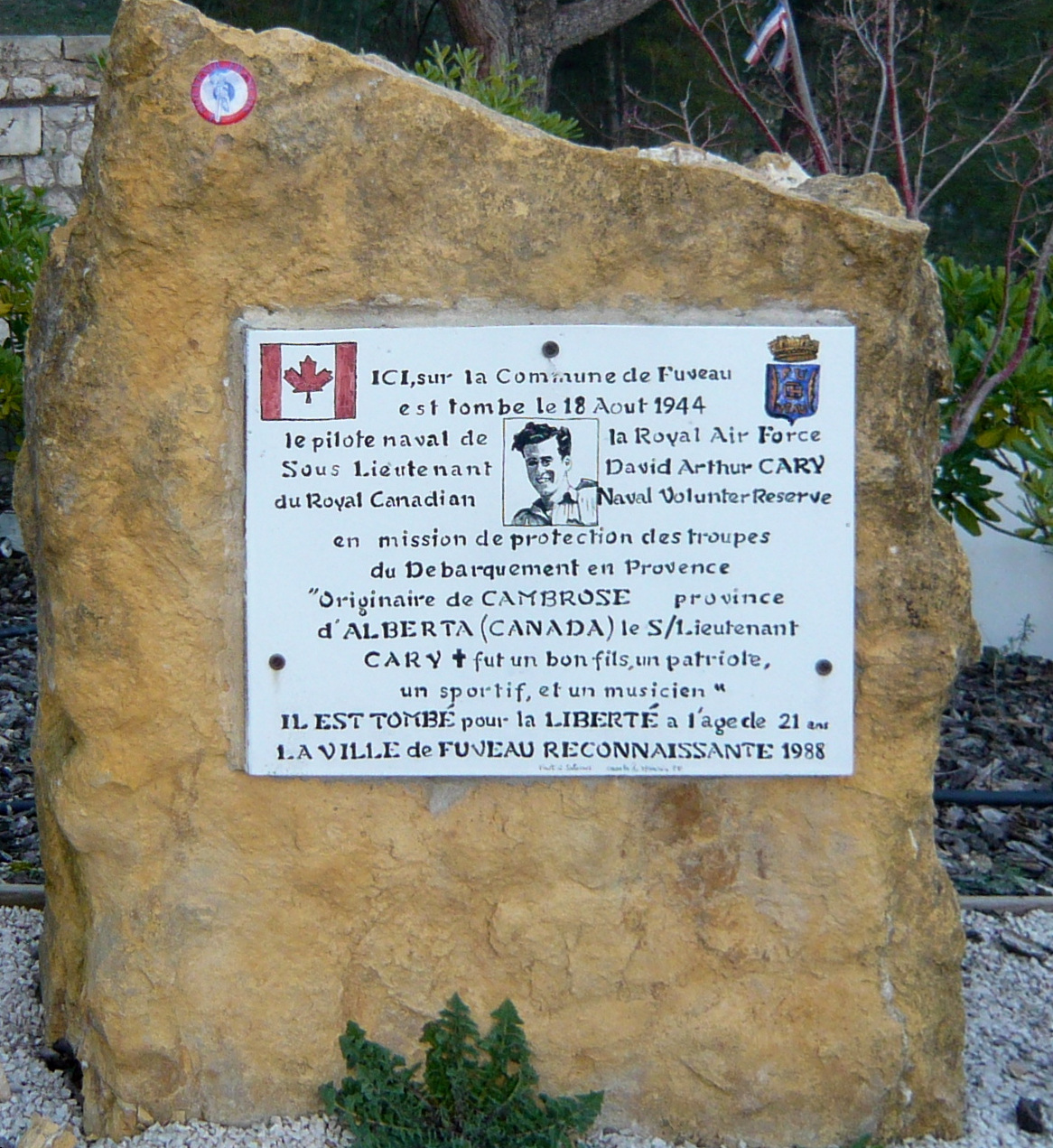
Stèle de l'aviateur canadien David Arthur Cary.
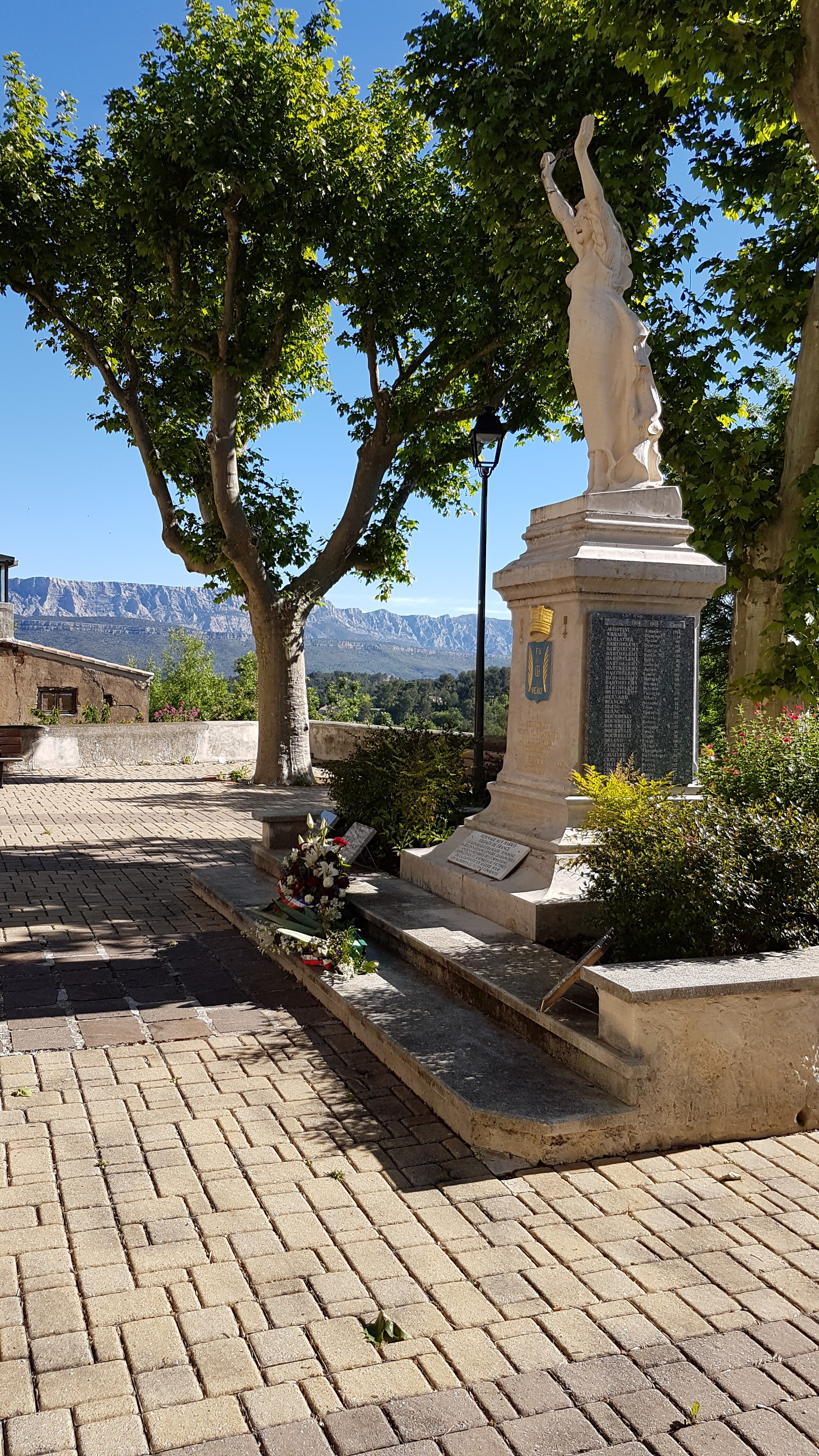
Monument aux morts.

- Autres lieux :
  - Parcours de santé où ont été découvertes des armes  datant de la Première Guerre mondiale
  - Le chat de lune

## Personnalités liées à la commune
- Victor d'Hupay (La Tour-d'Aigues, 1746 - Fuveau, 1818), penseur, philosophe et écrivain ;
- Saint Eugène de Mazenod (1782-1861), qui prêcha la mission de 1816 ;
- Barthélemy Niollon (Fuveau, 1849 - Aix-en-Provence, 1927), peintre ;
- Christian Jacq (1947- ), romancier et éditeur ;
- Bernard Buffet, qui a été propriétaire du château l'Arc.

## Héraldique
| Blason | Blasonnement : D'azur à la boucle de ceinture accostée de deux palmes adossées, surmontée de l'inscription FU et soutenue de l'inscription VEAU, les deux inscriptions en lettres capitales, le tout d'or. Commentaires : La boucle de ceinture tiendrait son origine du consul romain Caius Sextius Calvinus qui, conquérant la région en 124 av. J.-C. dans la bataille contre l'oppidum d'Entremont, aurait jeté sa ceinture sur le sol après la bataille. Les palmes sont celles du blason des Vitalis, co-seigneurs de la communauté à l'époque où le blason a été imposé par l'édit royal de novembre 1696. |